# Gresaubach
Gresaubach ist ein Stadtteil von Lebach im Landkreis Saarlouis im Saarland. Bis 1973 war Gresaubach eine eigenständige Gemeinde.

## Geographische Lage
Nahezu im geographischen Zentrum des Saarlandes liegt das Dorf Gresaubach. Obwohl die Region stark landwirtschaftlich geprägt ist, waren bis Ende der 1990er ein Großteil der Beschäftigten in der saarländischen Montanindustrie und im Bergbau tätig. Der Strukturwandel in jüngerer Zeit verlagert das Berufsbild hier wie in den benachbarten Gemeinden immer mehr in den Dienstleistungs- und Servicebereich.

## Geschichte
Die Landschaft, in der sich der Ort einbettet, ist bereits seit der Altsteinzeit besiedelt worden. Funde aus Limbach, Schmelz und Hüttersdorf belegen, dass hier schon sehr früh Menschen lebten. Seit der Eisenzeit dominierte mehr und mehr die keltische Kultur (der keltische Stamm der Treverer), was sich durch die Nähe zum Hunnenring in Otzenhausen belegen lässt. Im weiteren geschichtlichen Verlauf bauten Römer einen Handelsweg von Straßburg nach Trier aus, der entlang der Linie Hüttersdorf-Niederlosheim führte und der die Gegend mit der römischen Kultur in Kontakt brachte. Nach dem Zusammenbruch des römischen Reiches geriet das Land unter keltisch/germanische Einflüsse, an die sich die Christianisierung vor allem durch den hl. Wendalinus anschloss. Als etwa im achten Jahrhundert im Zuge der Waldrodung neues Kulturland erschlossen wurde, bildete sich der Ort aus einer kleinen, weilerartigen Ansiedlung.
Die Region um Gresaubach gehörte im 11. Jahrhundert den Grafen von Blieskastel. Nach verschiedenen Erbfolge-Streitigkeiten fiel das Amt Schaumburg und damit der Ort an das Lothringische Fürstengeschlecht, in dessen Besitz es nahezu 500 Jahre lang verblieb.
1786 wurde das Amt Schaumburg durch einen Tauschvertrag an das Herzogtum Pfalz-Zweibrücken übertragen, der jedoch bereits 1789 zur Französischen Revolution wieder aufgehoben wurde. War bis 1814 dem Kanton Tholey zugeordnet, im Département Moselle.
Die Herz-Jesu-Kirche wurde 1910 errichtet.

### Ortsname

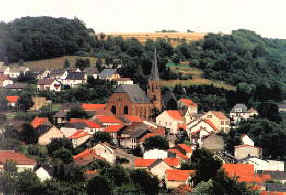
Gresaubach

Der Ursprung des Ortsnamens lässt sich nicht mehr mit absoluter Sicherheit nachvollziehen. Anfang des 16. Jahrhunderts lautete er noch Subach, wobei sich das Präfix „Su-“ wahrscheinlich aus Sur ableitet, was im damaligen Sprachgebrauch für „sauer“, „sumpfig“, „feucht“ verwendet wurde. Die Bezeichnung erfuhr dann im Laufe der Zeit einen phonetischen und inhaltlichen Wandel hin zu „Sau“. Noch schwieriger ist zu ermitteln, woher das Präfix „Gre-“ stammt. Man vermutet, dass sich der Ort von anderen Siedlungen an der Subach abgrenzen musste und „Groß-“, „Greesser-“ als Vorsilbe einführte, was sich zu dem heutigen Ortsnamen entwickelte.

### Eingemeindung
Am 1. Januar 1974 wurde Gresaubach in die Gemeinde Lebach eingegliedert.

## Ehemaliges Gemeindewappen
- Die Wellenlinie, die das Wappen horizontal teilt, symbolisiert die Lage des Ortes an der „Saubach“, einem Gewässer, das im Ort entspringt und bei Lebach in die Theel fließt.
- Rechts (heraldisch gesehen) oben dokumentiert das Lothringer Kreuz die Zugehörigkeit der Region zum Herzogtum Lothringen bis Ende des 18. Jahrhunderts.
- Links oben symbolisieren Schaufel und Pike die Vergangenheit des Ortes als Zulieferer von Roherzen, die Anfang des 17. Jahrhunderts noch über Tage gesammelt und nach Bettingen und Dillingen geliefert wurde. Die Identifizierung der Einwohner mit dem Bergbau und der Stahlindustrie blieb bis weit ins 20. Jahrhundert bestehen, als ein Großteil der Einwohner in diesem Wirtschaftsbereich beschäftigt waren.
- Auch die Landwirtschaft prägte maßgeblich den Ort, was sich im Wappen rechts unten durch Ähren symbolisiert wird.
- Schließlich steht der Schäferstab als Symbol des hl. Wendalinus, dem die alte Kapelle in Gresaubach geweiht wurde und dem noch heute eine Straße im Ort gewidmet ist.

## Sehenswürdigkeiten
- Kirche Herz-Jesu
- Naturdenkmal Walnussbaum in der Römerstraße

## Vereine
Innerhalb des Ortes gibt es zahlreiche Vereine wie z. B.:
- Musikverein Harmonie
- DLRG
- DRK
- Freiwillige Feuerwehr
- Oldtimerfreunde
- Tennisclub
- Sportclub 1930
- Seniorenverein
- Berg- und Hüttenarbeiterverein
- Vereinsgemeinschaft
- Hundesportverein
- Modellflugclub
- Motorradfreunde Haseogge
- Turnverein
- Historischer Verein
- Bürgerprojekt Sammelsurium
- Förderverein Freunde der Gresaubacher Blasmusik
- Förderverein SC 1930 Gresaubach
- Obst- und Gartenbauverein
- IG Bergbau, Chemie und Energie Ortsgruppe
- Theaterwerkstatt
- VDK